# Abbaye de Nidarholm
L'abbaye de Nidarholm était une abbaye et monastère bénédictin situé sur l'île de Munkholmen dans le Trondheimsfjord, face à la ville de Trondheim, en Norvège.

## Histoire
Viljam, l'évêque d'Oslo, demanda à l'abbaye de Kirkstead (Lincolnshire, Angleterre) de fonder une maison-fille de l'abbaye de Fountains (qui, pour sa part avait été affiliée à l'Abbaye de Cîteaux en 1138). Ce qui fut fait le 18 mai 1147, les moines reprenant à leur arrivée sur l'île de Munkholmen une église déjà existante et dédiée à saint Edmond. C'était la deuxième implantation des cisterciens en Norvège, après celle de Lyse en 1146. L'abbaye de Nidarholm agrandit ses possessions jusqu'à devenir l'une des plus riches de Norvège. Au XVe siècle la Réforme protestante qui s'annonce, et par ailleurs l'instabilité politique dano-norvégienne, va l'entraîner vers sa chute. Espérant quelque protection, son abbé du moment soutient le roi protestant Christian II de Danemark (1481 - 1559) et entre en conflit avec le commandant de la citadelle d'Akershus, défenseur du roi catholique Frédéric Ier de Danemark. L'abbé est subséquemment emprisonné en 1532 et l'abbaye est pillée, incendiée et dissoute.
Un de ses moines norvégiens, Theodoricus Monachus, est connu pour son Histoire des rois de Norvège (Historia de antiquitate regum Norwagiensium) écrite vers la fin du XIIe siècle.

## L'abbaye

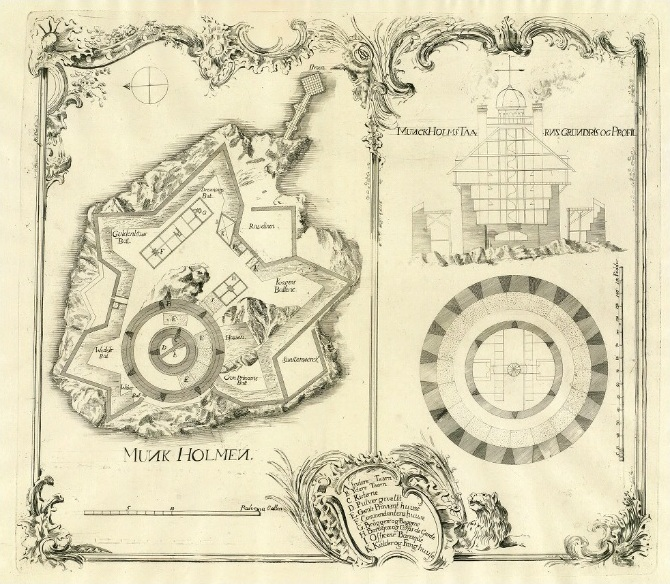
Plan de Munkholmen, 1733

L'église primitive comportait une nef, divisée en deux par une rangée de trois piliers cruciformes et terminée par une abside semi-circulaire. Les moines démolissent le mur Est du chevet pour agrandir la nef, et construisent un transept et un chœur.

## Liste des abbés
- Rita-Bjorn (1232 - ?)[2]